# آریانس
آریانس (به فرانسوی: Arriance) یک کمون در فرانسه است که در Canton of Faulquemont واقع شده‌است.

## خصوصیات
آریانس ۶٫۹۸ کیلومترمربع مساحت و ۲۳۲ نفر جمعیت دارد و ۲۳۰ متر بالاتر از سطح دریا واقع شده‌است.